# Lopočevke
Lopočevke (lat. Nymphaeaceae), biljna porodica vodenih trajnica koja dobiva ime po rodu lopoča (Nymphaea), i zajedno s porodicama Hydatellaceae i Cabombaceae čine red lopočolike. Porodici lopočevki pripadaju rodovi Barclaya, eurijale (Euryale), lokvanj (Nuphar), lopoč (Nymphaea) i viktorija (Victoria), s ukupno oko 80 vrsta.

## Potporodice i rodovi
Familia Nymphaeaceae Salisb. (85 spp.)
- Subfamilia Nupharoideae M. Ito
  - Nuphar Sm. (11 spp.)
- Subfamiia Nymphaeoideae Arn.
  - Tribus Nymphaeeae DC.
    - Nymphaea L. (63 spp.)
    - Barclaya Wall. (7 spp.)

  - Tribus Euryaleae Endl.
    - Euryale Salisb. (1 sp.)
    - Victoria Lindl. (3 spp.)

## Vanjske poveznice
|  | Zajednički poslužitelj ima još gradiva o temi Nymphaeaceae |
|  | Wikivrste imaju podatke o taksonu Nymphaeaceae             |